# Orisa
Para el estado indio véase Orisa (India)
La orisa es un guiso de carne y cebada (aunque también existe el «orisa de trigo») muy tradicional de la cocina sefardí.
Se suele considerar un plato único de gran contundencia que se sirve caliente. 

## Características
Es un plato de cocinado de larga duración; generalmente la carne se prepara la víspera del sábado (shabbat) y suele asarse junto con unas cebollas y se le añade la pasta de unos pimientos ñoras (harissa).
Tras esta operación se deja cociendo a fuego lento hasta que horas antes de servir se le añade la cebada.